# التعدين في مصر

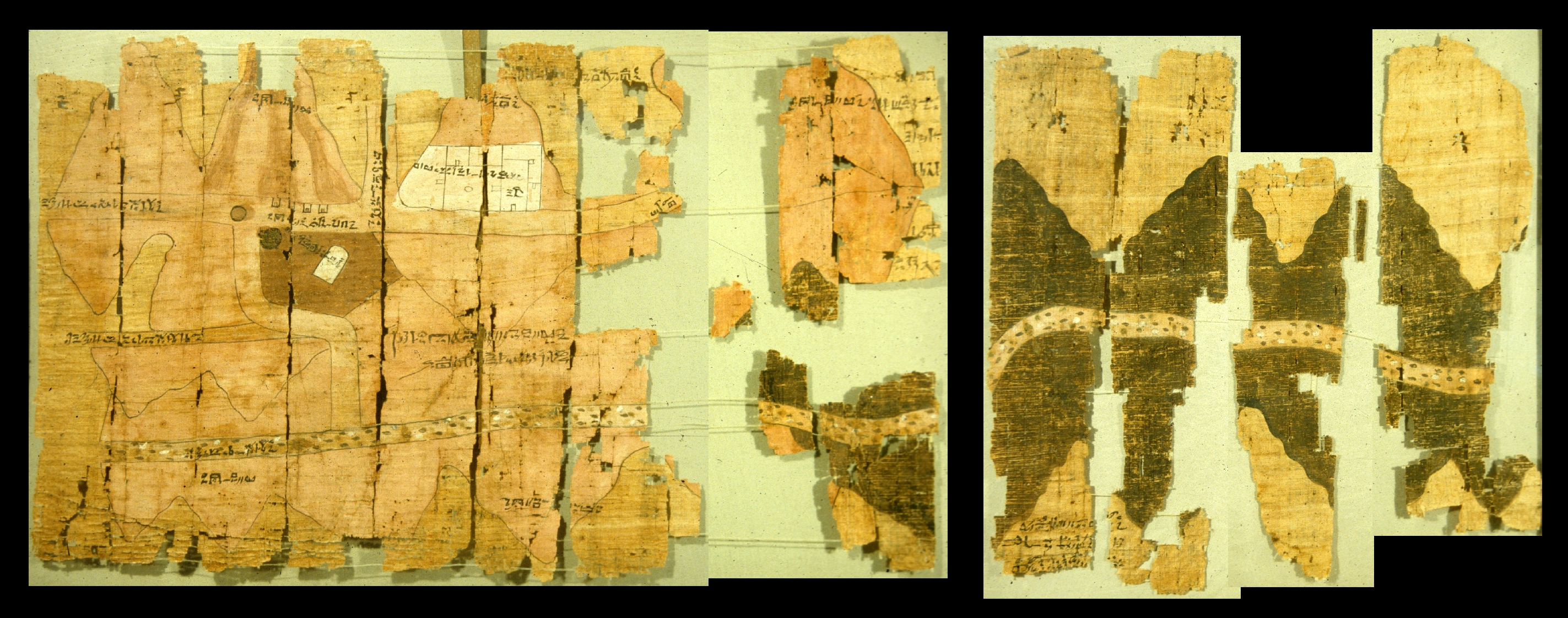
بردية تورين وتوضح عمليات التعدين في وادي الحمامات وهي أقدم خريطة تعدينية في تاريخ البشرية.

يوجد في مصر الكثير من الموارد المعدنية، استُغِلَّ بعضها والبعض الآخر في طريقه للاستغلال نظرًا لظروف الاستثمار في الوقت الحالي، وتتنوع تلك الموارد من حيث النوع، والكم، وأماكن التوزيع.
بدأ التعدين النشط في مصر حوالي عام 3000 قبل الميلاد. تتمتع مصر بموارد معدنية كبيرة، بما في ذلك 48مليون طن من التنتاليت (رابع أكبر معدن في العالم)، 50مليون طن من الفحم، ويقدر أن 6.7مليون أوقية من الذهب في الصحراء الشرقية. بلغت القيمة الحقيقية الإجمالية للمعادن المستخرجة نحو 102 مليون جنيه مصري (18.7 مليون دولار أمريكي) في عام 1986، ارتفاعًا من 60 مليون جنيه مصري (11 مليون دولارا أمريكي) في عام 1981. وكانت المعادن الرئيسية من حيث حجم الإنتاج هي خام الحديد والفوسفات والملح. وقد تم تقدير الكميات المنتجة في عام 1986 بنحو 2048 و1310 و1233 طنًا، على التوالي، مقارنة بـ 2,139 و691 و883 طن في عام 1981. بالإضافة إلى ذلك، هناك كميات ضئيلة من الأسبستوس (313طن) والكوارتز (19طن) تم استخراجهم في عام 1986. أشارت الاستكشافات الأولية في سيناء إلى وجود رواسب من الزنك والقصدير والرصاص والنحاس.  كانت أنشطة الاستكشاف والاستغلال التي يقوم بها القطاع الخاص حتى الآن محدودة. وفي الآونة الأخيرة، قامت شركة أنجلو جولد أشانتي، مع شريكها في المشروع المشترك ثاني دبي وشركة الاستكشاف المدرجة في كندا، ألكسندر نوبيا إنترناشونال، بالتنقيب في الصحراء الشرقية بمصر وحققت بعض النجاح. بدأت شركة سنتامين المحدودة، وهي شركة استكشاف المعادن التي تأسست في أستراليا، مشروع تعدين ضخم في تلة سكري.
حسب جريدة الوطن فإن مصر أكثر من 27 معدنا داخل أراضيها.
في شبه جزيرة سيناء يوجد معادن عديدة في باطن أرضها، حيث يوجد المنجنيز والفوسفات كما أن يوجد في منطقة المغارة بأسوان الحديد. 

## الحديد في مصر
الحديد هو أحدُ أهم الثروات المعدنية التي تشتهر بها مصر، حيث تتواجد رواسب الحديد في ثلاث مناطق رئيسية هي شرق أسوان، والواحات البحرية، والصحراء الشرقية.

### رواسب الحديد في شرق أسوان
تتواجد رواسب الحديد في أكثر من 15 موقعًا شرق أسوان مصاحبة لتكوينات الحجر الرملي النوبي التي يرجع تاريخ تكوينها إلى العصر الكريتاسي (الطباشيري).
وخام حديد أسوان من النوع الرسوبي البطروخي الذي يتكون أساسًا من الهيماتيت والجوثيت. وتتراوح الاحتياطيات شبه المؤكدة لتلك الرواسب من 120 إلى 150 مليون طن. وقد استغل خام الحديد منذ منتصف الخمسينيات حتى أواخر الستينيات، حيث توقف استخراج الخام بعد اكتشاف رواسب الحديد في الواحات البحرية نظراً للتكاليف الباهظة لنقل خام أسوان إلى مصنع الحديد والصلب بـ حلوان.

عبد عمال المناجم حتحور، "إلهة الفيروز"، التي يعتقد أنها تحميهم.

### رواسب الحديد في الواحات البحرية
تتواجد رواسب الحديد في الواحات البحرية في أربع مناطق رئيسية هي الجديدة والحارة وناصر وجبل غرابي، وتتكون هذه الرواسب بصفة أساسية من أكاسيد الحديد المائية المعروفة باسم الليمونيت والجوثيت بالإضافة إلى الهيماتيت وبعض المعادن الإضافية الأخرى. وتستغل رواسب الحديد في الوقت الحالي في تغذية مصنع الحديد والصلب بحلوان، حيث تم إقامة خط حديدي يربط بين مواقع الخام المختلفة في الواحات البحرية وبين المصنع في حلوان. ويبلغ الإنتاج حوالي مليون طن سنويًا وتتراوح نسبة الحديد الخام من 45% إلى 50% الأمر الذي يجب معه إجراء عمليات تركيز وذلك لرفع نسبة عنصر الحديد في الخام ويبلغ الاحتياطي من الخام حوالي 100 مليون طن.

### رواسب الحديد بالصحراء الشرقية
تتواجد هذه الرواسب في القطاع الأوسط من الصحراء الشرقية جنوب القصير بالقرب من ساحل البحر الأحمر وهي رواسب كانت رسوبية الأصل ثم أصبحت متحولة بفعل الحرارة العالية والضغط الشديد ومن أهم المواقع جبل الحديد ووادي كريم والدباح وأم نار وأم غميس وتقدر الاحتياطيات بحوالي 40 مليون طن.
ويوجد الخام على هيئة عدسات أو شرائط من الماجنتيت والهيماتيت والسيليكا الموجودة في صورة معدن الجاسبر حيث يتراوح السمك من عدة سنتيمترات إلى خمسة أمتار تقريباً. وتتمثل الفائدة الاقتصادية في خامات الحديد المختلفة في هدف رئيسي وهو إنتاج الحديد الزهر الذي منه يمكن إنتاج أنواع الصلب المختلفة لاسيما أن الحديد من العناصر الأساسية اللازمة في كل مجال سواء على المستوى المدني أو العسكري.

## المنجنيز
على الرغم من تعدد مواقع تواجد خامات المنجنيز إلا أن القليل منها هو الذي يصلح للاستغلال الاقتصادي وتعد منطقة أم بجمة في محافظة جنوب سيناء هي أهم تلك المناطق حيث توجد خامات المنجنيز في شكل عدسات متوسط سمكها متران تقريباً ضمن صخور الحجر الجيري الدولوميت الذي ينتمي إلى تكوينات العصر الكربوني الأوسط.
ويتكون الخام أساسًا من معادن البيرولوزيت والمنجانيت والبسيلوميلان كما توجد رواسب خامات المنجنيز في منطقة أبو زنيمة في شبه جزيرة سيناء أيضًا غير أن الاحتياطي في هذه المنطقة قليل نسبيًا ويقدر مبدئيًا بحوالي 40000 طن. أما في منطقة حلايب جنوب شرق الصحراء الشرقية بالقرب من ساحل البحر الأحمر فتتوفر رواسب المنجنيز على هيئة عدسات وجيوب مائلة للشقوق ويقدر الاحتياطي بحوالي 120 ألف طن.
ويستخدم المنجنيز أساسًا في صناعة الصلب والبطاريات الجافة وفي صناعة الطلاء وأيضًا في الصناعات الكيميائية.

## الذهب
ربما كان المصريون القدماء أبرع من نقبوا عن الذهب بدليل وجود أكثر من 90 منجمًا قديمًا للذهب في الصحراء الشرقية وما زالت الآثار والمشغولات الذهبية شاهدًا حيًا على براعة المصريين القدماء في البحث والتنقيب عن الذهب. ومن أهم مناجم الذهب: عتود، والسكري، والبرامية، وأم الروس، وعطا الله. ويظهر الذهب على هيئة حبيبات دقيقة منتشرة غالبًا في عروق الكوارتز القاطعة لصخور الجرانيت المنتشرة بطول وعرض الصحراء الشرقية. وتكمن أهمية الذهب في قوته الشرائية التي أهلته لأن يكون الغطاء النقدي للعملات المتداولة. بالإضافة إلى استخدامه في صناعة الأسنان وبعض العقاقير الطبية.

## جبل السكري
جبل السكري هو جبل يقع علي بعد حوالي 30 كيلو متر جنوب غرب مدينة مرسي علم بالصحراء الشرقية بجمهورية مصر العربية. ويحتوي على منجم للذهب تم اكتشافه في عام 1994. توقف العمل به فترة ثم عاد في عام 2008 بعد تزايد احتياطي الذهب الموجود فيه إلى 10 ملايين أوقية في عام 2008.

### إعادة تشغيل المنجم
وتكونت شركة السكري لمناجم الذهب في مايو 2005 وهي شركة مشتركة قائمة بالعمليات بين الهيئة المصرية العامة للثروة المعدنية والشركة الفرعونية لمناجم الذهب الأسترالية للبحث عن الذهب واستغلاله وذلك بعد انتقال تبعية نشاط الثروة المعدنية الي وزارة البترول وتسوية الخلاف وديًا والتحكيم الدولي بين الشركة الفرعونية لمناجم الذهب وهيئة المساحة الجيولوجية.
يبلغ حجم الاستثمارات حوالي 310 مليون دولار أمريكي. صُرِفَ منها 70% في أعمال التنمية والتقييم، حيث تبين أن درجة تركيز الذهب يزداد مع العمق، وبذلك زاد الاحتياطي من 7 ملايين أوقية إلى حوالي 13 مليون أوقية في بداية عام 2008 قيمتها بالأسعار العالمية 13 مليار دولار. ويمكن إنتاجها خلال العشر السنوات القادمة ومن المتوقع بدء الإنتاج في نهاية 2008 حسب تقديرات الشركة الفرعونية. وطبقًا لأخر تقرير من المعامل الأسترالية بمتوسط إنتاج 200 ألف أوقية في السنة الأولى تزداد إلى 600 ألف أوقية سنويًا، قيمتها بالأسعار الحالية حوالي 550 مليون دولار وقيمة اجمالية حوالي 5,5 مليار دولار خلال السنوات العشر الأولي من بدء الإنتاج. جميع المعدات اللازمة للمشروع بالموقع تشمل مصنع استخلاص وتركيز الذهب بالكامل ومحطة لتوليد الكهرباء 28 ميجافولت والكسارة وجميع معدات المنجم من سيارات نقل حمولة 160 طنًا وحفارات ولوادر وبلدوزرات وأوناش وسيارات مجهزة بالإضافة إلى سيارة إسعاف طارئة وخلافه.
تُجرَى أعمال التركيبات للمصنع ولمحطة توليد الكهرباء وكذلك العمل في مد خط أنابيب مياه من البحر الأحمر بطول 25 كم حتى موقع المصنع.
انتهت جميع أعمال البنية التحتية للمصنع ومعسكر الإعاشة ليحتمل 1000 فرد في الوردية وكذلك المبني الإداري الخاص بالمصنع وجار اختيار موقع لإقامة مدينة سكنية بالقرب من مدينة مرسى علم تستوعب المرحلة الأولى 2000 عامل وتشتمل على البنية الأساسية المتكاملة، ومتوقع أن يستوعب المشروع 4 آلاف فرصة عمل.
وتجدر الإشارة إلى أنه حاليًا تُستَخدم 10 أجهزة حفر بالموقع للبحث عن الذهب وتُجرى عمليات تنمية منجم السكري بصورة مطردة حيث تم حفر 1500 بئر حتى الآن بأعماق تصل إلى 1000 متر للبئر وبمجموع أطوال 250 ألف متر لتأكيد المزيد من الاحتياطيات في باقي قطاعات جبل السكري، ووفقا لتقديرات الشركة فإن مصنع الاستخلاص سوف يبدأ العمل في الربع الثالث من 2008 طبقًا للجدول الزمني للمشروع. وأكدت الشركة الأسترالية الشريك في المشروع اهتمام عدد كبير من البنوك العالمية مثل لندن استاندرد بنك، وبنك سوسيتيه جنرال أستراليا للمساهمة في عمليات تمويل المشروع.

## التيتانيوم
يتمثل الخام الرئيسي لعنصر التيتانيوم في معدن الإلمنيت الذي يتكون من أكسيد حديد وتيتانيوم ويوجد الإلمنيت في عدة مواقع بمصر أهمها منطقة أبو غلقة وأبو ظهر بالصحراء الشرقية.
كما يوجد الإلمنيت أيضًا كأحد مكونات الرمال السوداء التي تركزت بفعل الرياح والأمواج في شمال الدلتا بين رشيد والعريش ويستخدم التيتانيوم في صناعة سبائك الصلب والطلاء ويشكل التيتانيوم وسبائكه العصب الرئيسى لصناعة الطائرات.

## القصدير والتنجستن
يتوافر كلًا من خام القصدير المعروف باسم الكاستيريت وخام التنجستن المعروف باسم الولفراميت في كلًا من مناطق نويبع، والعجلة، وأبو دباب، والمويلحة، وزرقة النعام، وجميعها بالصحراء الشرقية، ويستخدم الكاستيريت كمصدر أساسي لعنصر القصدير الذي يستخدم في صناعة الصفيح وسبائك البرونز.
بينما يستخدم الولفراميت في إنتاج عنصر التنجستن الذي يستخدم في صناعة الصلب المستعمل في عمل الآلات ذات السرعة العالية وفي صناعة المصابيح الكهربية.
ويستخدم كربيد التنجستن بالنظر على صلادته العالية في صناعة الآلات الثاقبة.

## النحاس
على الرغم من انتشار خامات النحاس بمصر إلا أنها لم تصل بعد إلى الاستغلال الاقتصادي ويتركز تواجد خامات النحاس ولاسيما معدن الملاكيت في شبه جزيرة سيناء في منطقة سرابيط الخادم وفيران وسمرة.
كما توجد رواسب النحاس ملازمة لخامات النيكل في مناطق أبو سويل ووادي حيمور وعكارم وجميعها بالصحراء الشرقية. ومن الجدير بالذكر أن قدماء المصريين قد استغلوا خامات النحاس في التلوين بصفة أساسية.

## الكروم
اكتشف خام الكروم والمعروف باسم الكروميت أكسيد حديد وكروم في منتصف الأربعينيات بمصر ويوجد الخام على هيئة شرائط أو طبقات أو عدسات في أكثر من منطقة بالصحراء الشرقية.
ومن أهم هذه المناطق: البرامية وجبل دنقاش وأبو ظهر وأبو مروة.
ويستخدم الكروميت كمصدر رئيسي لعنصر الكروم الذي يستخدم بدوره في صناعة الصلب المقاوم للتآكل والصدأ كما يستعمل الكروميت في صناعة الصباغة ودباغة الجلود.

## الفوسفات
يعتبر الفوسفات في مصر واحداً من أهم الرواسب المعدنية من الناحيتين، التعدينية والاقتصادية، لأن إنتاجه كان ولا يزال يشغل مكاناً بارزا في مجال التعدين. ويرجع السبب في ذلك على الانتشار الواسع لتواجد الفوسفات في مصر إذ إنه يوجد على هيئة حزام من رواسب الفوسفات يمتد إلى مسافة حوالي 750 كم طولا من ساحل البحر الأحمر شرقا على الواحات الداخلة غربا
أما أهميته الاقتصادية فتتلخص في أنه يصدر إلى الخارج بكميات كبيرة كما يتم تصنيع جزء منه على شكل أسمدة كيميائية تصنف كنوع من السوبر فوسفات.
وتتواجد مواقع الفوسفات التي لها أهمية اقتصادية بمصر في ثلاث مناطق رئيسية هي:

### وادي النيل بين أدفو وقنا
ومن أهم مناطق التواجد منطقتا المحاميد والسباعية وتقدر احتياطيات خام الفوسفات في منطقة المحاميد وحدها بحوالي 200 مليون طن كما تصل نسبة خامس أكسيد الفوسفور إلى حوالي 22%.
وقد أسفرت الدراسات الجيولوجية عن احتياطي يقدر بحوالي 1000 مليون طن بالمناطق المجاورة لمنطقة المحاميد.

### ساحل البحر الأحمر بين سفاجا والقصير
يتواجد خام الفوسفات بين ميناء سفاجا والقصير بمناطق أهمها جبل ضوي ومنطقة العطشان والحمراوين وتقدر الاحتياطيات من 200 إلى 250 مليون طن من خام الفوسفات.

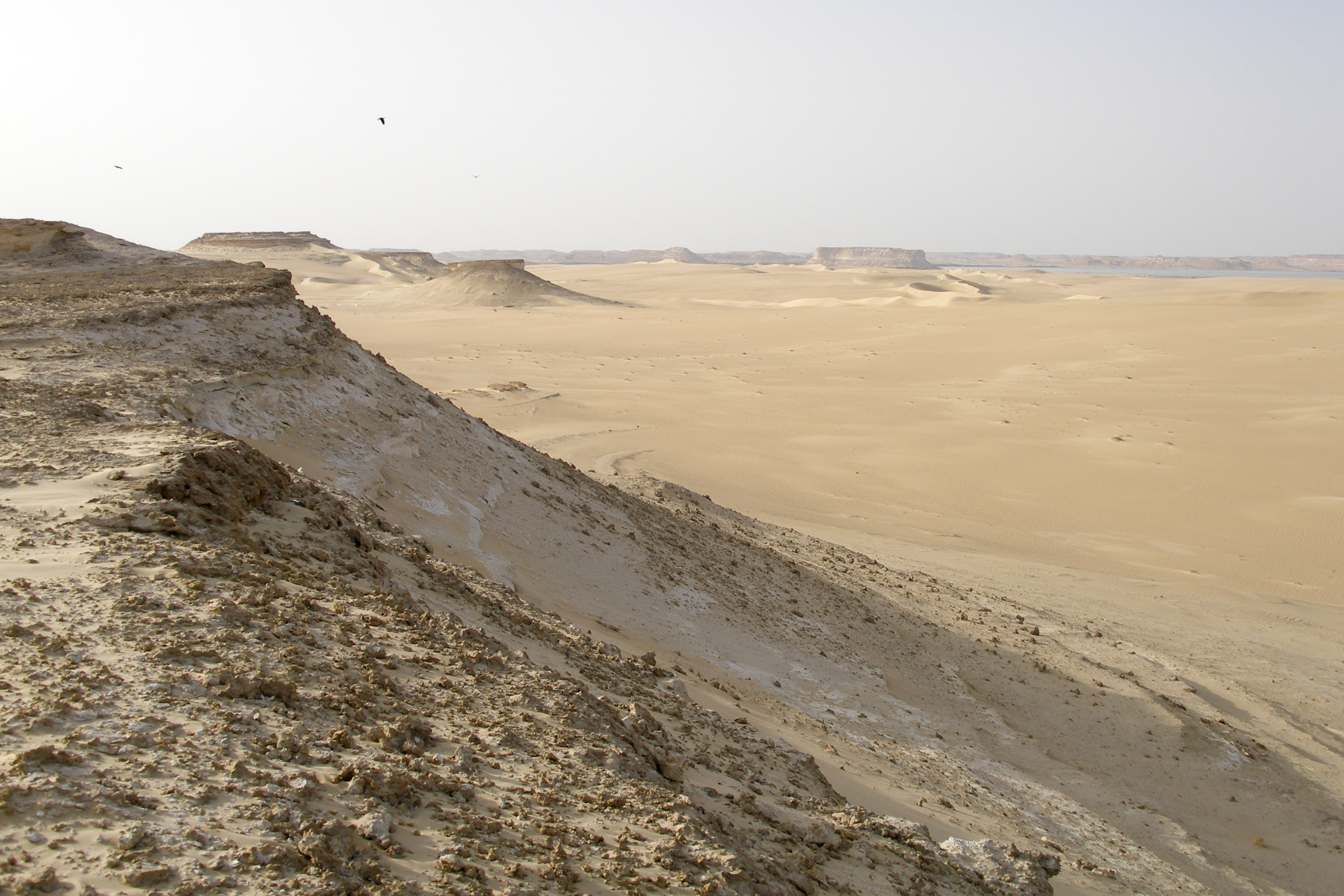
الصحراء الغربية

### الصحراء الغربية
تمثل هضبة أبو طرطور الواقعة بين الواحات الداخلة أضخم راسب من الفوسفات في مصر حيث يقدر الاحتياطي من الخام بنحو 1000 مليون طن، غير أنه توجد بعض العقبات التي تحول دون استغلاله الاستغلال الأمثل وذلك لوجود نسبة ملحوظة من الشوائب مما يزيد من تكلفة إنتاجه.

## التلك
تتواجد رواسب التلك في أكثر من 30 موقعا معظمها بجنوب الصحراء الشرقية، ومن أهم هذه المناطق درهيب والعطشان وأم الساتيت. ويستخدم التلك في صناعة الورق والصابون وبعض العقاقير الطبية والمنظفات الصناعية. وكذلك يتواجد التلك بوادى العلاقى جنوب شرق أسوان وتابع لشركة الصحراء للتعدين سامى سعد.

## الباريت
يتواجد الباريت في مصر بأكثر من 10 مواقع منتشرة بالصحراء الشرقية والغربية وبعض هذه المواقع قابل للاستغلال الاقتصادي، من أهم هذه المواقع جبل الهودي شرق أسوان وحماطه ووادي دبب ووادي شعيث وجبل علبه بالقرب من الحدود السودانية.
ويستخدم الباريت بصفة أساسية في سوائل حفر آبار البترول وفي تحضير مركبات الباريوم وفي صناعة الطلاء والمنسوجات والورق وبعض العقاقير الطبية.

## الكبريت
يتواجد الكبريت بمصر بصفة أساسية على ساحل البحر الأحمر وخليج السويس وخاصة في مناطق جمسة ورانجا وجبل الزيت. ويستخدم الكبريت في صناعة حمض الكبرتيك الذي يستخدم بدوره في قائمة طويلة من الصناعات الكيميائية كما يستخدم أيضاً في صناعة المفرقعات والأسمدة الكيميائية والمبيدات الحشرية وفي الأغراض الطبية وتبييض المنسوجات.

## الجبس
يتواجد الجبس في مصر في أكثر من 25 موقعا أهمها منطقة البلاح شمال محافظة الإسماعيلية ورأس ملعب شرق خليج السويس في سيناء وفي العلمين والعميد غرب الإسكندرية.
ويستخدم الجبس في صناعة حمض الكبريتيك ومواد البناء والمصيص بصفة أساسية.

## الكوارتز
يتواجد الكوارتز في عدة مواقع بالصحراء الشرقية أهمها جبل الدب وجبل مروات ومنطقة أم هيجليج. وتصل نسبة السيليكا إلى حوالي 98% ويستخدم الكوارتز بصفة أساسية في البصريات أما الكوارتز الفائق النقاوة فيستخدم في صناعة الخلايا الشمسية عن طريق اختزال الكوارتز (ثاني أكسيد السيليكون) إلى سيليكون نقي الذي يستخدم أيضا في صناعة أشباه الموصلات.

## الكاولين
تتواجد رواسب الكاولين في ثلاثة مواقع رئيسية:
- وادي نتش ومسبع سلامة وفرش الغزلان وجميعها في شبه جزيرة سيناء.
- الساحل الغربي لخليج السويس في أبو الدرج والجلالة البحرية.
- منطقة كلابشة وأسوان.

ويعد الكاولين من الخامات ذات الاحتياطيات الكبيرة التي تصل إلى ما يزيد على 200 مليون طن.
ويستخدم الكاولين في صناعة السيراميك والخزف والمطاط والورق.

## أملاح الصوديوم والبوتاسيوم
تتواجد رواسب كربونات الصوديوم (النطرون) بوادي النطرون بمحافظة البحيرة، أما رواسب كلوريد الصوديوم (الملح الصخري) فتستخلص من مياه البحر عن طريق التبخير بالملاحات الصناعية المنتشرة على البحر الأبيض المتوسط في مرسى مطروح وإدكو. والإسكندرية ورشيد وبورسعيد وبحيرة قارون بالفيوم وتعد هذه الرواسب المصدر الرئيسي لكل من الصوديوم والكلور الذين يدخلان في قائمة طويلة من الصناعات الكيميائية أهمها الصودا الكاوية وحمض الهيدروكلوريك.

## رمل الزجاج
تتواجد بوفرة الرمال البيضاء عالية الجودة بالقرب من منطقة أبو زنيمة بسيناء وفي منطقة الزعفرانة على خليج السويس ووادي النطرون الدرح ووادي قنا ويستخدم هذا النوع من الرمال في صناعة الزجاج.

## الأحجار الكريمة
من أهم أنواع الأحجار الكريمة التي تتواجد بمصر الفيروز الذي يوجد بمنطقة جبل المغارة وسرابيط الخادم في سيناء أما الزمرد فيوجد في زيارا وسكيت وأم كابو ونجرس بالصحراء الشرقية أما الزبرجد فيوجد في جزيرة الزبرجد جنوب البحر الأحمر.
تلك هي أهم أنواع الأحجار الكريمة التي اشتهرت بها مصر منذ الحضارة الفرعونية وحتى الآن.

## الفلسبار
يتواجد الفلسبار في عدة مواقع أهمها منطقة أسوان ووادي أم ديسى والعنيجى. ويستخدم الفلسبار أساسا في صناعة السيراميك والخزف والصيني والحراريات والزجاج.

## أحجار الزينة
تعد أحجار الزينة من الموارد المعدنية والواعدة والتي سوف يكون لها شأن كبير وذلك لسببين، الأول: وفرتها وسعة انتشارها في الأراضي المصرية بحيث تشمل معظم سلاسل جبال البحر الأحمر والجزء الجنوبي من شبه جزيرة سيناء وأجزاء متفرقة من الصحراء الغربية والثاني: التنوع الكبير في أنواع الصخور المختلفة سواء أكانت من الصخور النارية أم المتحولة أو الرسوبية.
وفيما يلي أهم أنواع صخور الزينة في مصر:

### الجرانيت
وهو صخر ناري جوفي وتوجد أهم محاجره في أسوان وعدة أماكن بالصحراء الشرقية وسيناء. غير أن جرانيت أسوان يتميز بألوانه الجميلة وشهرته التاريخية فقد صنع قدماء المصريين منه التماثيل والتوابيت.والمسلات وموائد القرابين.

### الرخام
وتوجد أهم محاجره في وادي المياه وجبل الرخام ووادي الدغبج والعلاقي وأبو سويل.

### الحجر الجيري
وتتميز مصر بوفرة هائلة في صخور الحجر الجيري المتعدد الألوان ومن أهم محاجره طره والمعصرة وبني خالد وسمالوط بالمنيا وعلى امتداد طريق أسيوط. الواحات الداخلة والخارجة كما توجد أيضا بعض المحاجر في سيوة والعلمين.

### البريشيا
هو صخر رسوبي يتكون من قطع مختلفة الحجم والشكل وتتميز بألوانها الزاهية لاسيما البريشيا الحمراء التي تتواجد في العيساوية والأنبا بسادة في محافظة سوهاج كما يوجد أيضا نوع من البريشيا الخضراء التي تعرف أثريا ببريشيا فيرد أنتيكو.

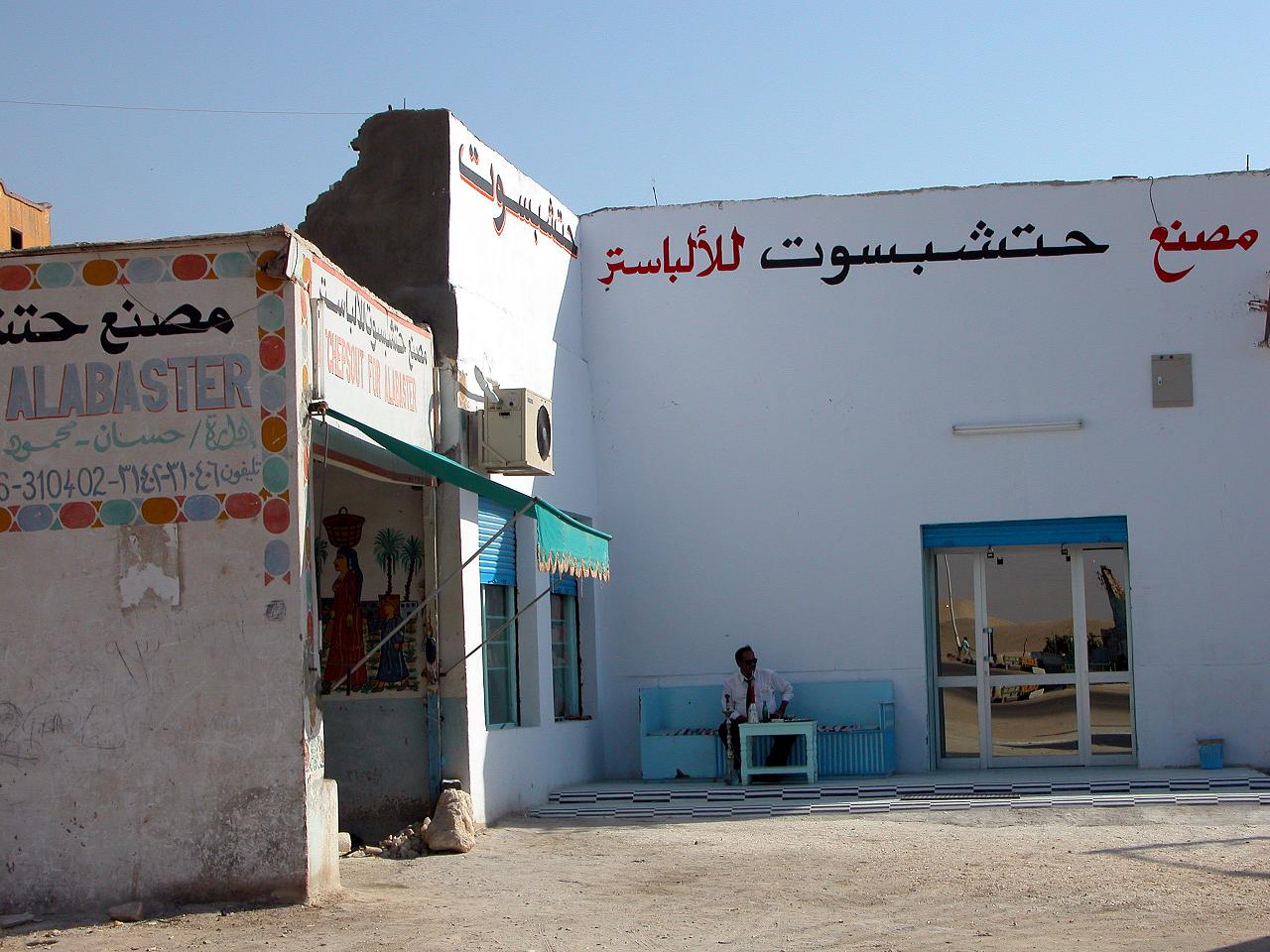

### الاباستر
هو نوع من الصخور الجيرية يتميز بلونه العسلي وهو ذو شهرة عالمية ومن أهم محاجره
- وادي سنور بالقرب من بني سويف.
- جبل الراحة بسيناء.